# Rastkogelhütte
Die Rastkogelhütte ist eine Schutzhütte der Sektion Oberkochen des Deutschen Alpenvereins.

## Geschichte

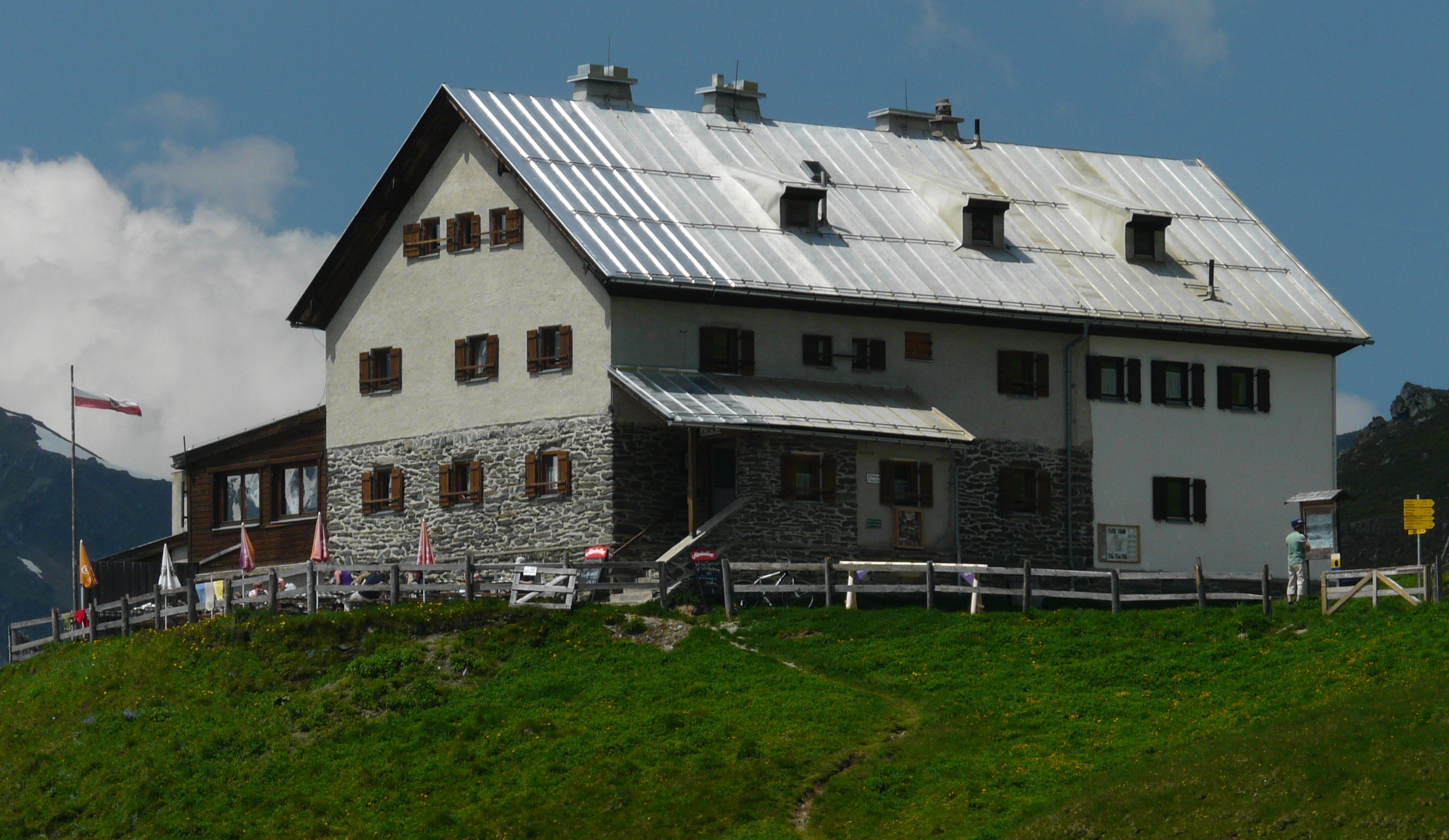
Die Rastkogelhütte im Sommer

Die Hütte wurde im Jahre 1930 durch die Sektionen Werdau (heute: Sektion Plauen) und Sachsen-Altenburg (heute: Sektion Altenburg) des Deutschen und Österreichischen Alpenvereins erbaut.
Im November 1953 brannte die Rastkogelhütte bis auf die Grundmauern nieder und wurde 1954/55 wieder aufgebaut.
Betrieben wird sie von der 1882 in Jena gegründeten und nach dem Ende des Zweiten Weltkriegs ins „Exil“ nach Oberkochen umgesiedelten Sektion Jena, welche sich 1972 in Sektion Oberkochen des Deutschen Alpenvereins umbenannte.
Die Hütte wurde im Laufe der Jahre renoviert, modernisiert und auch räumlich durch Anbauten erweitert.

## Lage
Die Rastkogelhütte liegt auf einer Höhe von 2117 m ü. A. knapp unterhalb des Sidanjochs (2127 m) in den Tuxer Alpen westlich von Mayrhofen im Zillertal.

## Ausstattung
Das Schutzhaus verfügt im Erdgeschoß über mehrere Gasträume, eine moderne Küche mit Schanktresen, WC-Anlagen und eine Terrasse. In den oberen Stockwerken befinden sich die Übernachtungsräume aufgeteilt in Zweibettzimmer, Mehrbettzimmer und Matratzenlager. Dazu gibt es im Schlafbereich mehrere Waschräume, WCs und eine Dusche. Im Kellergeschoß befindet sich die Haustechnik mit Zentralheizung und der Trockenraum/Skiraum mit Schuhtrockner. Hinter der Hütte befindet sich ein Nebengebäude. Die Hüttenversorgung erfolgt im Sommer über den Fahrweg per PKW, im Winter mit Motorschlitten.

## Wege

### Zustiege
- Von Hochfügen (1500 m) im Norden über das Sidanjoch in einer Gehzeit von 2½ Stunden.
- Vom Hüttenparkplatz (nur im Sommer nutzbar) an der Kehre der Hippacher Höhenstraße (1900 m) in einer Gehzeit von einer Stunde.
- Vom Wanderparkplatz an der ehemaligen Sportalm (auch im Winter nutzbar) unterhalb der Mautstelle der Hippacher Höhenstraße (1700 m) in einer Gehzeit von eineinhalb Stunden.
- Vom Möslwirt an der Hippacher Höhenstraße (1500 m) in einer Gehzeit von 2½ Stunden.

### Gipfelbesteigungen
- Rastkogel, (2762 m), Gehzeit 3 Stunden
- Roßkopf, (2576 m), Gehzeit 2 Stunden
- Kleiner Gilfert, (2388 m), Gehzeit 2½ Stunden
- Marchkopf, (2499 m), Gehzeit 1½ Stunden
- Kraxentrager, (2423 m), Gehzeit 1 Stunde
- Kreuzjoch, (2290 m), Gehzeit 1 Stunde
- Arbiskopf, (2133 m), Gehzeit 1½ Stunden

Alle Gipfel können im Winter auch mit Ski bestiegen werden.

### Übergänge zu anderen Hütten
Die nächsten Hütten sind die Kellerjochhütte (2237 m, rund 3½ Stunden) über den Loassattel sowie die Weidener Hütte (1799 m, rund 5 Stunden). An der Hütte führen der Adlerweg, die Via Alpina (rot) und der Zentralalpenweg 02A vorbei.